# Handbuch
Ein Handbuch (ἐγχειρίδιον encheirídion „etwas, das man in der Hand hält“) ist in der Literatur eine geordnete Zusammenstellung eines Ausschnitts des menschlichen Wissens und kann als Nachschlagewerk dienen. Im Arbeitsrecht gehören Handbücher bei Unternehmen oder Behörden zu den Arbeits- und Dienstanweisungen. Exemplare geringeren Umfangs bezeichnet man als Handbüchlein.

## Wortherkunft
Der Begriff encheiridion, der im klassischen Griechisch vor allem ein kurzes Schwert oder einen Dolch bezeichnete, wurde in seiner heutigen vorrangigen Bedeutung „Handbuch“ durch Erasmus von Rotterdams Ritterhandbuch Enchiridion militis Christiani („Schwert“ bzw. „Handbuch des christlichen Soldaten“) aus dem Jahr 1503 bekannt. Die latinisierte Form ist encheiridium (Beispiel Jean Riolan der Jüngere: Encheiridium anatomicum ..., 1648).

## Gliederung
Die Anordnung des Wissensstoffs kann chronologisch oder vor allem nach thematischen Gesichtspunkten vorgenommen werden. Von besonderer Bedeutung ist dabei die systematische Gliederung des Werks, die meist in der Form eines Inhaltsverzeichnisses zusätzlich separat als Übersicht geboten wird. Handbücher haben oft einen oder mehrere Herausgeber und zahlreiche Autoren, die für die Verfassung einzelner Kapitel zuständig sind. Es werden oft ganze Fachgebiete dargestellt – somit kann ein Handbuch auch in mehreren Teilen oder Bänden erscheinen. Diese beiden Aspekte unterscheiden Handbücher von Monografien, die zudem in der Regel sehr viel engere Themengebiete behandeln. Handbücher werden in Fachkreisen oft mit einem Kurztitel zitiert (z. B. das Dehio-Handbuch, das LThK).
Im Gegensatz zum Wörterbuch erfolgt die Darstellung des Stoffs in fortlaufender Prosa. Die Mischung aus beidem – alphabetische Ordnung und Prosa – bezeichnet man als Handwörterbuch.

## Arbeitsanweisungen
Die von Unternehmen oder der öffentlichen Verwaltung selbst erstellten Handbücher beinhalten interne Arbeitsbeschreibungen und die Sammlung von Rechtsnormen, die bei der Aufgabenerfüllung durch die Sachbearbeitung zu beachten sind. Ausführliche Gebrauchsanleitungen werden oft – als Anglizismus (englisch manual) – als (Benutzer-)Handbuch bezeichnet. Dieser Begriff findet sich auch im Bereich von Software. Traditionell wird in UNIX-Handbuchseiten die Benutzung eines Programms beschrieben, ohne auf die Details der Implementierung einzugehen, insofern ist es nur ein Teil der technischen Dokumentation. Es richtet sich als Hilfestellung vor allem an den Benutzer. Insbesondere im WWW und bei freier Software ist es üblich, das Softwarehandbuch durch eine FAQ, d. h. eine Sammlung von häufig gestellten Benutzerfragen, zu ergänzen oder gar zu ersetzen.
Als Handbuch können auch die Regelwerke und Hintergrundbände von Rollenspielen bezeichnet werden. Die Regelwerke können dabei als Gebrauchsanleitungen betrachtet werden, während die Beschreibungen der Spielwelt durch chronologische oder thematische Anordnung des Wissensstoffs den Charakter klassischer Handbücher haben können.